# Mordella splendidula
Mordella splendidula is een keversoort uit de familie spartelkevers (Mordellidae). De wetenschappelijke naam van de soort is voor het eerst geldig gepubliceerd in 1838 door Faldermann.